# Arcs de Drusus
Les arcs de Drusus (en latin : Arcus Drusi) sont des arcs de triomphe érigés à Rome durant l'antiquité, entre 9 av. J.-C. et après 23 ap. J.-C.

## Premier arc
Le premier arc dit « de Drusus » est construit en l'honneur de Nero Claudius Drusus, fils de Livie et Tiberius Néron et père de Claude. Il est en marbre, orné de trophées et se tient sur la Voie Appienne, à sa jonction avec la via Latina.

## Deuxième arc
Le deuxième arc est érigé en 19 ap. J.-C. dans le forum d'Auguste. Sa construction est décidée par Tibère en l'honneur de son fils Julius Caesar Drusus pour ses actions durant la campagne en Pannonie et en Germanie.

## Troisième arc
Le troisième arc est érigé en l'honneur de Julius Caesar Drusus, fils de Nero Claudius Drusus, après sa mort en 23 ap. J.-C. Selon une première hypothèse, il se dresse à l’extrémité nord des Rostres, sur le Forum Romain. Cette hypothèse s'appuie sur la présence d'un arc dédié à Tibère au sud des Rostres. Selon une deuxième hypothèse, il pourrait avoir été érigé à l'extrémité orientale du Circus Flaminius, en regard d'un arc dédié à Germanicus en 19 ap. J.-C.,, à quelques dizaines de mètres des arcades du théâtre de Marcellus.